# Hermann Kortum

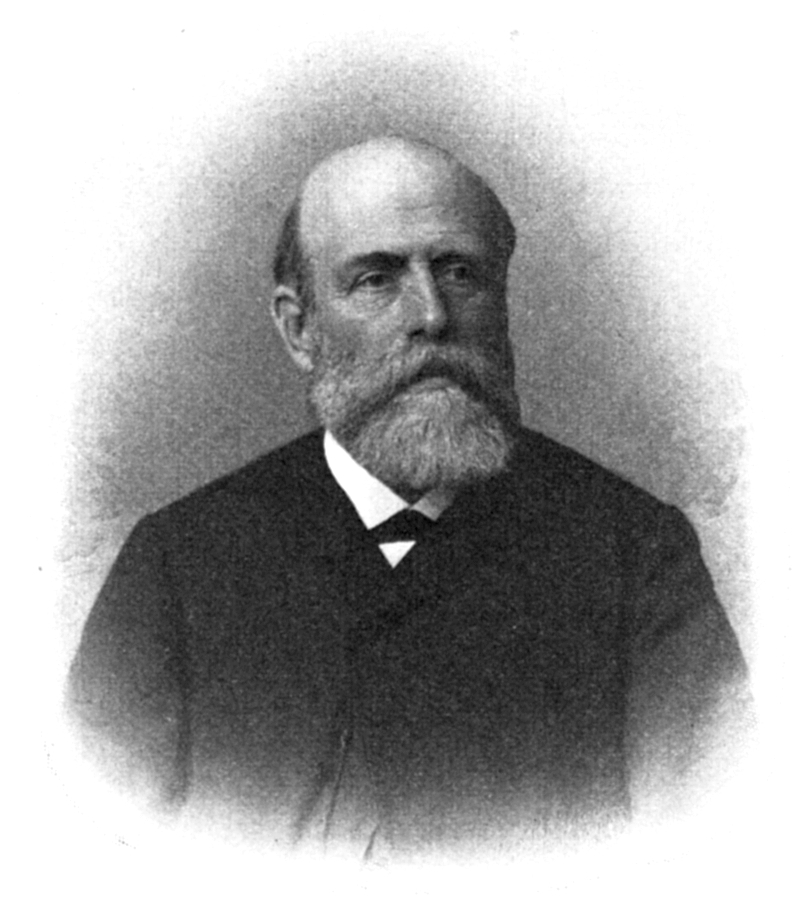
Hermann Kortum

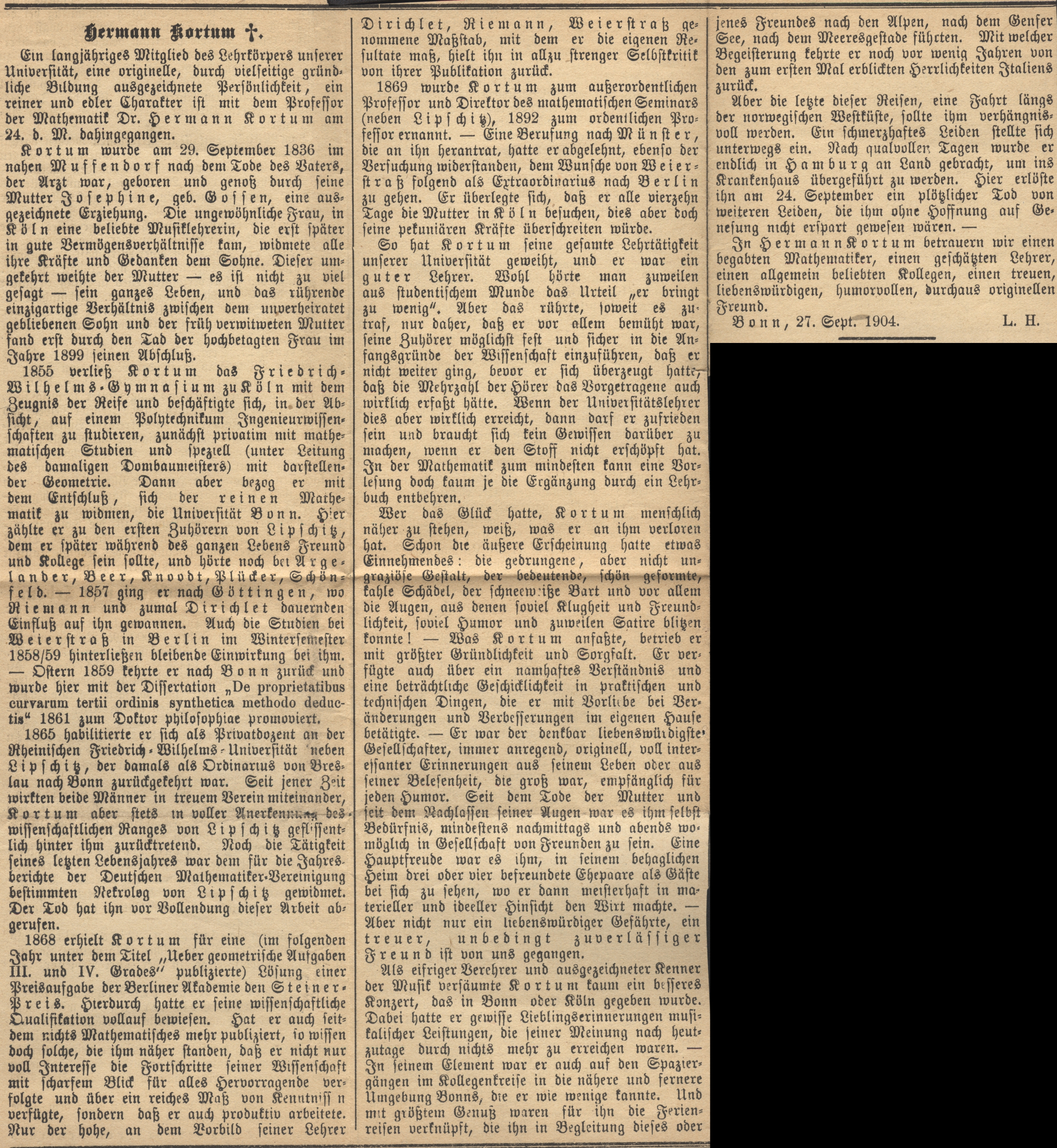
Nachruf

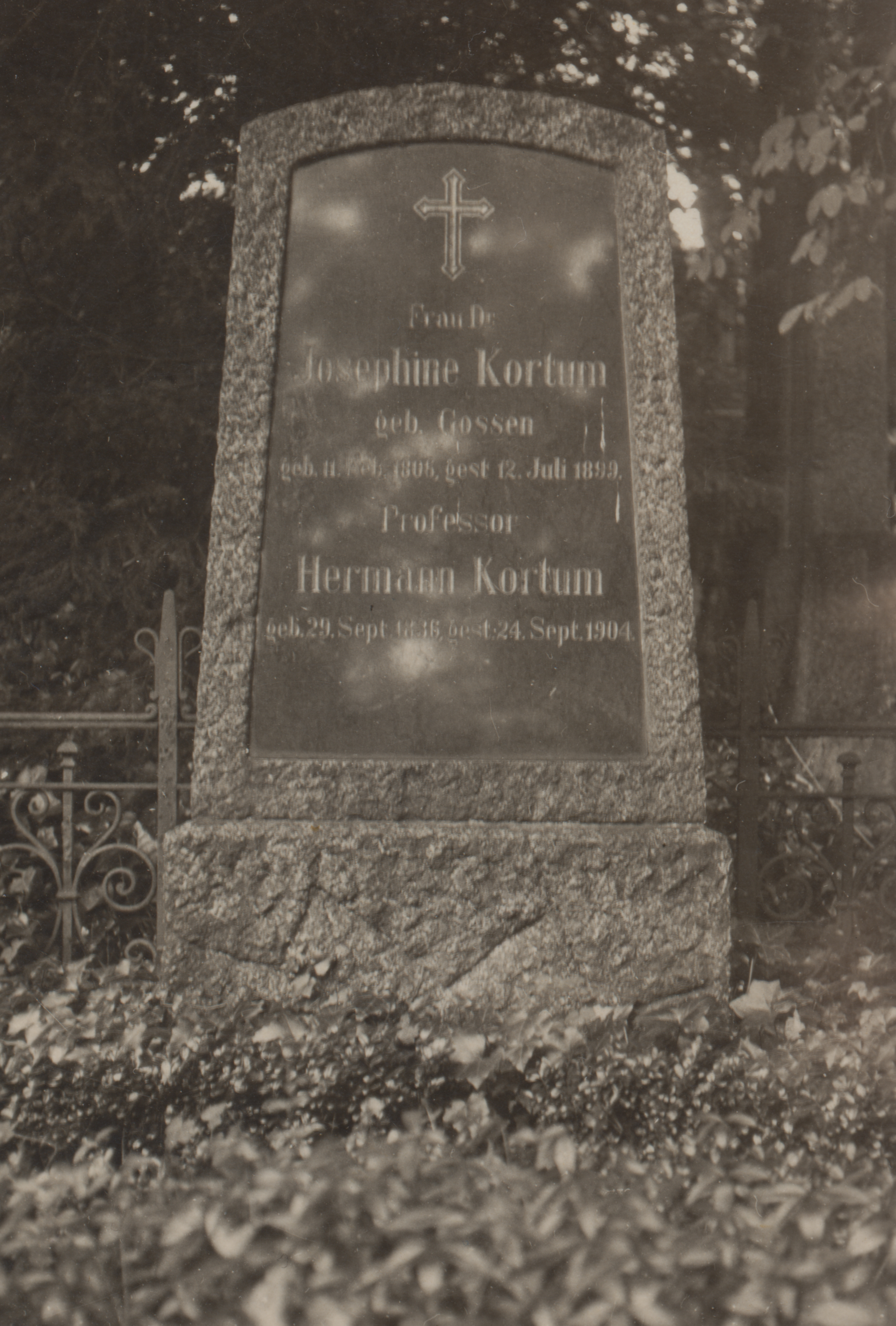
Grab Hermann Kortum auf dem Friedhof Poppelsdorf Bonn

Hermann Kortum (* 29. September 1836 in Muffendorf; † 24. September 1904 in Hamburg) war ein deutscher Mathematiker.

## Leben
Hermann Kortum wurde am 29. September 1836 als Sohn von Karl Leonard Kortum und Josephine Gossen in Muffendorf geboren.
Seine Mutter (11. Februar 1806–12. Juni 1899) war die Schwester von Hermann Heinrich Gossen.
Der Vater (1803–1836) war Kreisphysikus in Düren und beging noch vor der Geburt von Hermann Selbstmord. Obwohl in wohlhabenden Verhältnissen lebend fürchtete er, seine Familie nicht ernähren zu können. Er war der Sohn des bedeutenden Mediziners Carl Georg Theodor Kortum (1765–1847).
Nach seinem Abitur 1855 am Friedrich-Wilhelm-Gymnasium (Köln) studierte Kortum Mathematik an der Rheinischen Friedrich-Wilhelms-Universität Bonn. 1861 wurde er in Bonn mit der Dissertation De proprietatibus curvarum tertii ordinis synthetica methodo deductis zum Doktor philosophiae promoviert.
1865 habilitierte er sich als Privatdozent an der Universität Bonn.
1868 erhielt Kortum für seine unter dem Titel „Über geometrische Aufgaben III. und IV. Grades“ publizierte Lösung einer Preisaufgabe den Steiner-Preis. In dieser Arbeit konnte Kortum erstmals zeigen, wie man diejenigen geometrischen Aufgaben, welche bei algebraischer Auffassung zu Gleichungen dritten und vierten Grades führen, mit den Hilfsmitteln der Elementar-Geometrie lösen kann.
1869 wurde Kortum zum außerordentlichen Professor und neben Rudolf Lipschitz zum Direktor des mathematischen Seminars der Universität Bonn ernannt. 1892 erfolgte die Berufung zum ordentlichen Professor.
Bekannt wurde Kortum auch durch die Rolle, die er in der Aufklärung der Lebensgeschichte seines Onkels Hermann Heinrich Gossen spielte. Die von Kortum verfasste Vita wurde 1885 unverändert in der Erstpublikation über Gossen von Léon Walras abgedruckt und ist bis heute eine bedeutende Quelle. Der Schriftwechsel zwischen Kortum und Walras wurde von William Jaffé (1898–1980) veröffentlicht.
Kortum starb am 24. September 1904 in Hamburg.

## Schriften
- De proprietatibus curvarum tertii ordinis synthetica methodo deductis (1861)
- Über geometrische Aufgaben III. und IV. Grades (1869)
- Nachruf auf Rudolf Lipschitz im Jahresbericht der Deutschen Mathematiker-Vereinigung (1903)